# Geelgevlekte murene
De Geelgevlekte murene (Gymnothorax flavimarginatus) is een murene die voorkomt in de Grote en Indische Oceaan tot diepten van 150 meter. De soort kan een lengte bereiken van zo'n 240 centimeter.

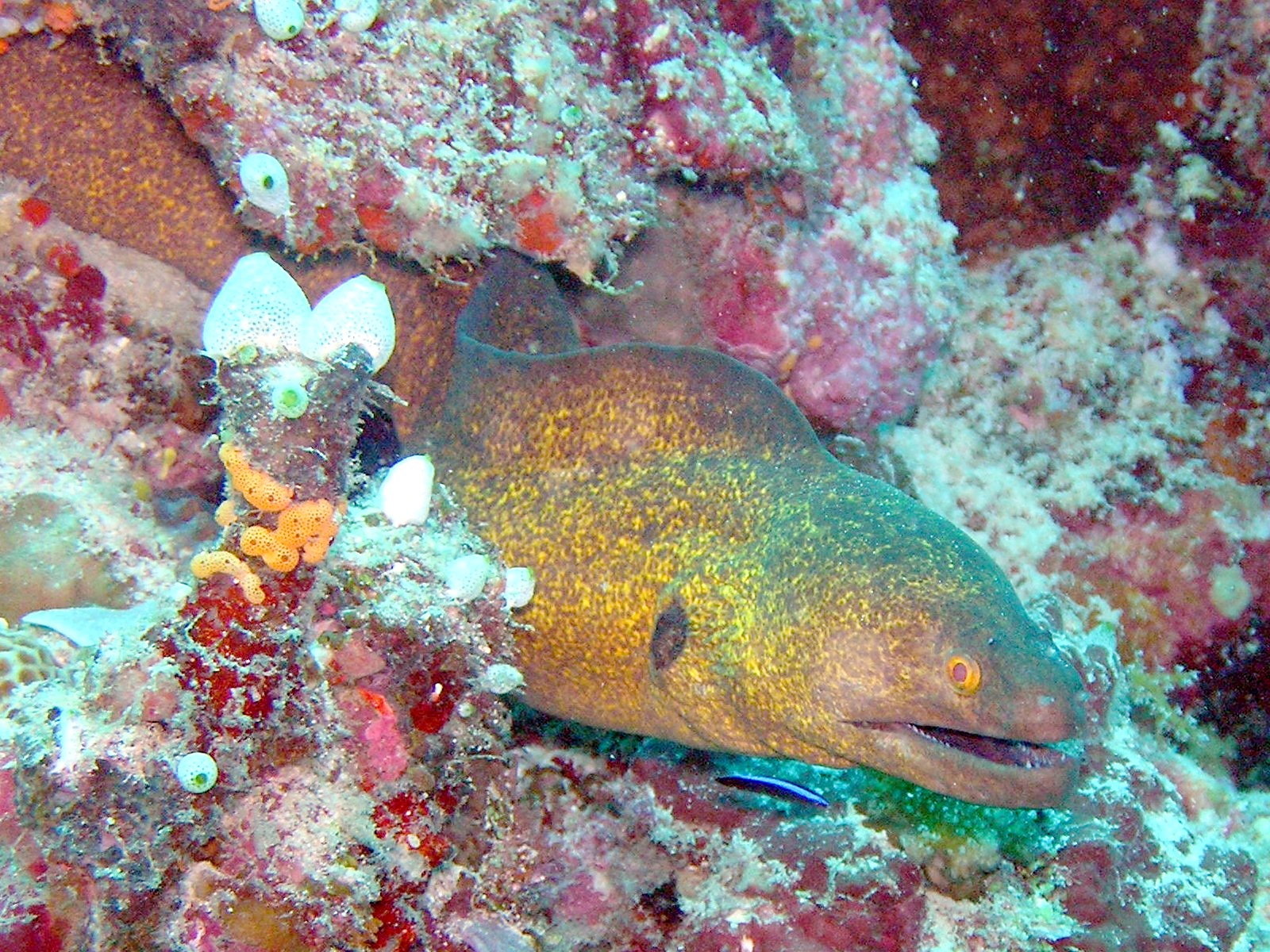
Yellow-edged moray
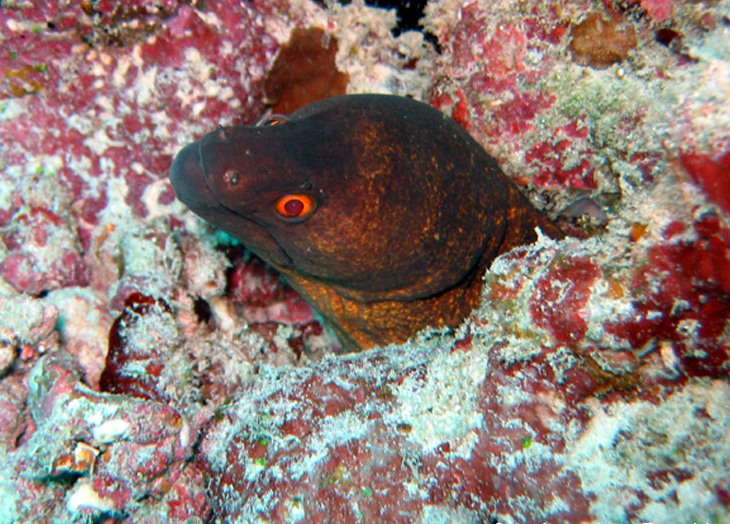
Yellow-edged moray